# Dawsomyces subinvisibilis
Dawsomyces subinvisibilis är en svampart som beskrevs av Döbbeler 1981. Dawsomyces subinvisibilis ingår i släktet Dawsomyces, klassen Arthoniomycetes, divisionen sporsäcksvampar och riket svampar.   Inga underarter finns listade i Catalogue of Life.